# Ninety Mile Beach (Victoria)
Der Ninety Mile Beach ist eine langgezogene, sandige Nehrung, die die Gippsland-Seen im Gippsland im südöstlichen Victoria (Australien) von der Bass-Straße abteilt. 
Der Strand ist etwas mehr als 150 km (90 mls.) lang und erstreckt sich von Port Albert in nordöstlicher Richtung bis zum künstlich angelegten Kanal The Entrance bei Lakes Entrance. Das westliche Ende des Strandes liegt mehr als 250 km östlich von Melbourne und ist über den South Gippsland Highway und die Küstenstädte Woodside, Seaspray, Golden Beach und Loch Sport.
Der Strand besteht aus langen Sanddünen, die die verschiedenen Seen und Lagunen vom Meer trennen. Im nordöstlichen Teil verläuft er entlang einer Sandbarriere auf einer Reihe von Sandbänken, hinter denen große Seen und verschiedene kleine Lagunen liegen. Die drei größten Seen sind Lake King, Lake Victoria und Lake Wellington. The-Lakes-Nationalpark umfasst den nordöstlichen Teil des Ninety Mile Beach, während der südwestliche zum Gippsland Lakes Coastal Park gehört. Auf der Nehrung findet man einen weißen Sandstrand mit kräftiger Brandung und natürlicher Buschvegetation.
Die Länge des Strandes sorgt dafür, dass sich die Wellen für gute Surfbedingungen zu nahe am Strand brechen und es starke Rück- und Kreuzströmungen gibt, die den Aufenthalt im Wasser für ungeübte Schwimmer gefährlich machen. Die Behörden empfehlen das Schwimmen nur in Woodside und Seespray, wo in den Sommermonaten Rettungsschwimmer eingesetzt sind.
Auf dem Ninety Mile Beach gibt es einen einfachen Campingplatz in der Emu-Bucht sowie Unterkunftsmöglichkeiten in Seaspray und Lakes Entrance.
Rotamah Island – Teil des Lakes National Park – hat eine große Vogelbeobachtungsstation und kann von Paynesville nach einer 6 km langen Bootsfahrt erreicht werden.
Der Ninety Mile Beach soll der drittlängste, ununterbrochene Strand der Welt nach dem Praia do Cassino an der brasilianischen Südküste und Padre Island am Golf von Mexiko in den USA sein.